# FIFAe World Cup
O FIFAe World Cup (anteriormente chamado de FIFA Interactive World Cup) é um torneio de esporte eletrônico organizado pela FIFA e sua parceira Electronic Arts anualmente desde o ano de 2004. Cada torneio utiliza a última versão do jogo da série FIFA, com eliminatórias preliminares contendo milhões de jogadores pelo mundo, fazendo com que o torneio seja a maior competição de esporte eletrônico do mundo.

## Resultados
| Ano  | Datas                                    | Sede                                     | Vencedor (Gamer ID) [Console Bracket]    | Finalista (Gamer ID) [Console Bracket]   | Placar                                         |
| ---- | ---------------------------------------- | ---------------------------------------- | ---------------------------------------- | ---------------------------------------- | ---------------------------------------------- |
| 2004 | 19 de dezembro                           | Zurique                                  | Thiago Carrico de Azevedo                | Matija Biljeskovic                       | 2–1                                            |
| 2005 | 19 de dezembro                           | Londres                                  | Chris Bullard                            | Gábor Mokos                              | 5–2                                            |
| 2006 | 9 de dezembro                            | Amesterdão                               | Andries Smit                             | Wolfgang Meier                           | 6–4                                            |
| 2008 | 24 de maio                               | Berlim                                   | Alfonso Ramos                            | Michael Ribeiro                          | 3–1                                            |
| 2009 | 2 de maio                                | Barcelona                                | Bruce Grannec                            | Ruben Morales Zerecero                   | 3–1                                            |
| 2010 | 1 de maio                                | Barcelona                                | Nenad Stojkovic                          | Ayhan Altundag                           | 2–1                                            |
| 2011 | 7–9 de junho                             | Los Angeles                              | Francisco Cruz                           | Javier Munoz (Janoz)                     | 4–1                                            |
| 2012 | 21–23 de maio                            | Dubai                                    | Alfonso Ramos                            | Bruce Grannec                            | 0–0 (4–3. Penalty shoot-out)                   |
| 2013 | 6–8 de maio                              | Madrid                                   | Bruce Grannec                            | Andrei Torres Vivero                     | 1–0                                            |
| 2014 | 2–3 de julho                             | Rio de Janeiro                           | August Rosenmeier (Agge)                 | David Bytheway (Davebtw)                 | 3–1                                            |
| 2015 | 17–19 de maio                            | Munique                                  | Abdulaziz Alshehri (Mr D0ne) [PS4]       | Julien Dassonville [Xbox One]            | 3–0                                            |
| 2016 | 20–22 de março                           | Nova Iorque                              | Mohamad Al-Bacha (Bacha) [PS4]           | Sean Allen (Dragonn) [Xbox One]          | 2–2, 3–3 (5–5 agg. Al-Bacha won on away goals) |
| 2017 | 16–18 de agosto                          | Londres                                  | Spencer Ealing (Gorilla) [Xbox One]      | Kai Wollin (Deto) [PS4]                  | 3–3, 4–0 (7–3 agg.)                            |
| 2018 | 2–3 de agosto                            | Londres                                  | Mosaad Al Dossary (MsDossary) [Xbox One] | Stefano Pinna (StefanoPinna) [PS4]       | 2–0, 2–0 (4–0 agg.)                            |
| 2019 | 2–4 de agosto                            | Londres                                  | Mohammed Harkous (MoAuba) [PS4]          | Mosaad Aldossary (Msdossary) [Xbox One]  | 1–1, 2–1 (3–2 agg.)                            |
| 2020 | Cancelados devido à pandemia de COVID-19 | Cancelados devido à pandemia de COVID-19 | Cancelados devido à pandemia de COVID-19 | Cancelados devido à pandemia de COVID-19 | Cancelados devido à pandemia de COVID-19       |
| 2021 | Cancelados devido à pandemia de COVID-19 | Cancelados devido à pandemia de COVID-19 | Cancelados devido à pandemia de COVID-19 | Cancelados devido à pandemia de COVID-19 | Cancelados devido à pandemia de COVID-19       |